# Blumweiler
Blumweiler ist ein Stadtteil von Creglingen im Main-Tauber-Kreis im fränkisch geprägten Nordosten Baden-Württembergs.

## Geographie
Blumweiler liegt als kleine Weilersiedlung auf einer Hochebene. Zur Gemarkung der ehemaligen Gemeinde Blumweiler gehören die Weiler Blumweiler (⊙), Reutsachsen (⊙), Schwarzenbronn (⊙), Seldeneck (⊙), Weiler (⊙) und Wolfsbuch (⊙) sowie die abgegangenen Ortschaften Heroldeshalden und Heymot. Mit einer Gemarkungsfläche von 1490 Hektar ist Blumweiler der flächenmäßig größte Stadtteil von Creglingen.

## Geschichte

### Mittelalter
Der Ort wurde im Jahre 1313 erstmals urkundlich als Bluomenwiler erwähnt. Die Siedlung bestand wohl zunächst aus zwei Höfen und war würzburgisches Lehen der ursprünglichen Herren von Seldeneck, nicht zu verwechseln mit den späteren Freiherren von Seldeneck. Die Ortsherrschaft gelangte im Jahre 1404 mit der Burg Seldeneck an die Reichsstadt Rothenburg ob der Tauber, welche 1405 den Ort mit den hiesigen Leuten und Gütern an zwei ihrer Bürger verkaufte, bevor die Stadt den Ort um 1462 zurückerwarb. Später war Blumweiler ein Bestandteil der rothenburgischen Herrschaft Lichtel.

### Neuzeit
Wie auch die anderen Ortsteile gelangte Blumweiler im Jahre 1803 an Bayern. Die Orte Blumweiler, Seldeneck und Weiler bildeten eine, Schwarzenbrunn und Reutsachsen eine weitere Schultheißerei. Die sechs Orte der beiden Schultheißereien wurden erst 1824 zu einem Gemeindebezirk zusammengefasst, dessen Hauptort zunächst Reutsachsen und ab 1828 Blumweiler wurde. Bereits 1810 fiel der Ort wiederum an Württemberg und gehörte seitdem zum Oberamt Mergentheim und seit 1938 zum Landkreis Mergentheim, der zum 1. Januar 1973 im neu gebildeten Main-Tauber-Kreis aufging.
Am 1. Februar 1972 wurde Blumweiler in die Stadt Creglingen eingegliedert.

### Einwohnerentwicklung
Die Bevölkerung von Blumweiler und den umgebenden Wohnplätzen auf dessen Gemarkung entwickelte sich wie folgt:
| Jahr | Gesamt |
| ---- | ------ |
| 1961 | 464    |
| 1970 | 429    |
| 2016 | 326    |

Am 31. Dezember 2016 lebten auf der Gemarkung des Creglinger Stadtteils Blumweiler 326 Menschen. Diese verteilten sich auf die folgenden Wohnplätze: Blumweiler (62 Einwohner) mit Wolfsbuch (75 Einwohner), Weiler (35 Einwohner), Seldeneck (16 Einwohner), Reutsachsen (78 Einwohner) und Schwarzenbronn (60 Einwohner).

## Politik
Die Blasonierung des Blumweiler Wappens lautet: In Silber eine urnenförmige blaue Blumenvase mit sechs fünfblättrigen blauen Blumen an grünen Stengeln.

## Religion
In reichsstädtischer Zeit gehörte Blumweiler kirchlich zur Pfarrei Leuzenbronn bei Rothenburg ob der Tauber. Heute gehört die evangelische Gemeinde Blumweiler zur evangelischen Kirchengemeinde Schmerbach, die vom Pfarramt Finsterlohr mit betreut wird. In Blumweiler gibt es keine Kirche. Die Katholiken gehören kirchlich zu Creglingen.

## Kultur und Sehenswürdigkeiten

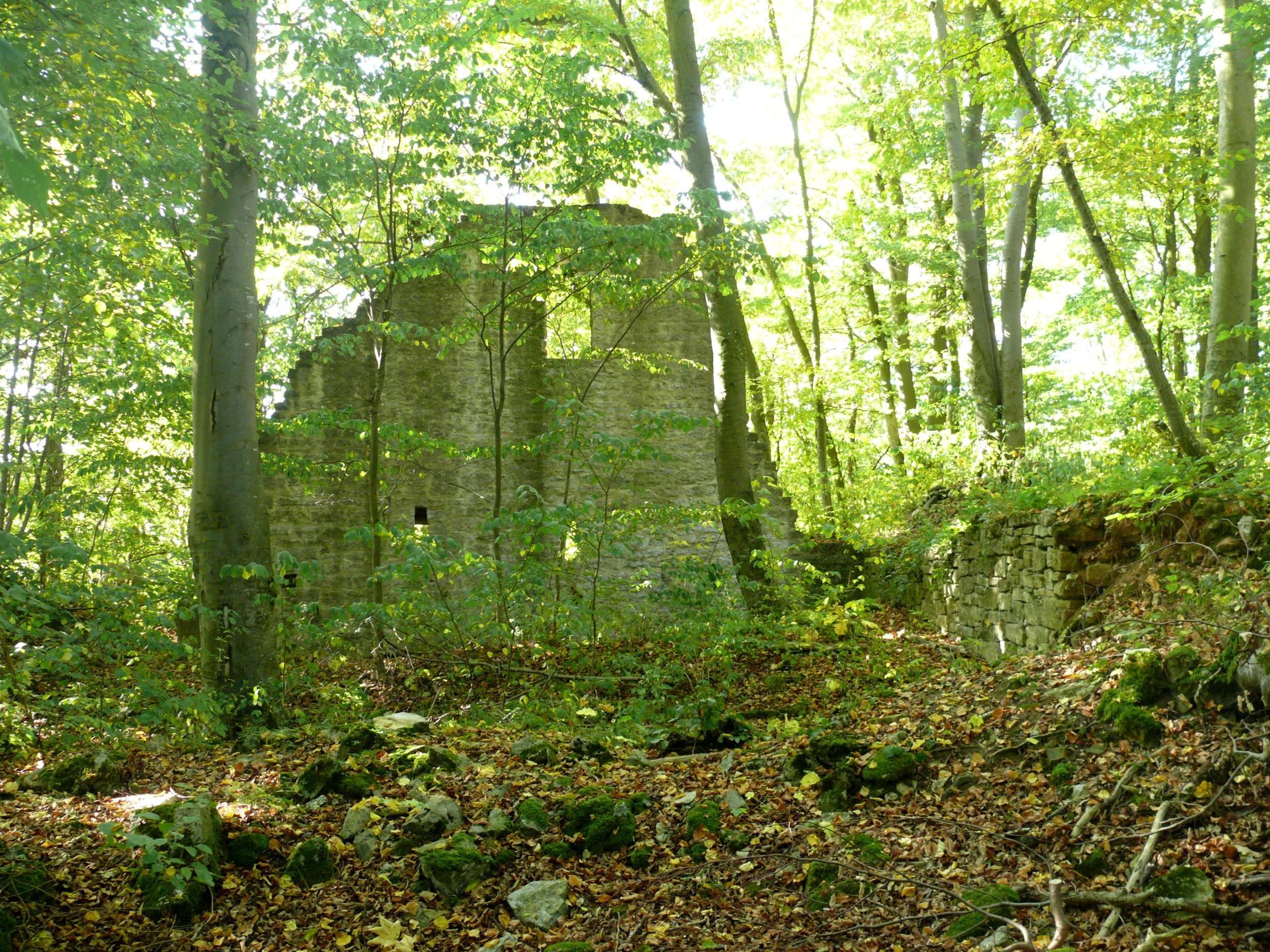
Burgruine Seldeneck

### Burg Seldeneck
Die Burg Seldeneck (auch Burg Selneck und Burg Blumweiler) ist eine Burgruine der Herren von Seldeneck aus dem 13. Jahrhundert auf der Gemarkung von Blumweiler.

### Badesee Schwarzenbronn
Im Teilort Schwarzenbronn auf der Gemarkung von Blumweiler befindet sich ein frei zugänglicher Badesee, der durch den Hohbach mit Wasser gespeist wird.

## Verkehr
Blumweiler ist über vier Straßen zu erreichen. Im Nordosten führt eine Straße bis nach Weiler zur K 2869. Im Süden und Südosten führen zwei Straßen jeweils zur L 1020 und im Nordwesten führt eine Straße bis zur L 1005.